# Juschno-Kurilsk
Juschno-Kurilsk (russisch Южно-Курильск) ist eine Siedlung städtischen Typs in der Oblast Sachalin (Russland) mit 6991 Einwohnern (Stand 1. Oktober 2021).

## Geographie
Die Siedlung liegt auf einer Landspitze an der Ostküste der zur Südgruppe der Kurilen gehörenden Insel Kunaschir.
Juschno-Kurilsk ist Verwaltungszentrum des gleichnamigen Rajons Juschno-Kurilsk („Süd-Kurilen-Rajon“) und heute größter Ort der gesamten Inselgruppe. Es liegt 550 Kilometer (Luftlinie) südöstlich des Oblastverwaltungszentrums Juschno-Sachalinsk (auf Sachalin).

## Geschichte
Bereits im 19. Jahrhundert – bevor die Zugehörigkeit der Kurilen zu Japan 1855 im Vertrag von Shimoda festgeschrieben wurde – gab es auf Kunaschir mehrere japanische Siedlungen, so im Bereich des heutigen Juschno-Kurilsk den Ort Furukamappu (jap. 古釜布).
Im Zweiten Weltkrieg wurde Kunaschir am 1. September 1945 von der Roten Armee kampflos eingenommen. In der Folge wurde die japanische Zivilbevölkerung bis 1947 deportiert und Kunaschir wie die Nachbarinseln der Sowjetunion einverleibt, was jedoch Japan bis heute nicht anerkennt und daher Insel wie Siedlung zu seiner Unterpräfektur Nemuro zählt (Kurilenkonflikt).
Die Errichtung einer neuen Siedlung Juschno-Kurilsk (russisch etwa für „Süd-Kurilen-Siedlung“) als Verwaltungszentrum für den neu geschaffenen Rajon der Oblast Sachalin begann 1946 hauptsächlich mit Kräften japanischer Kriegsgefangener. 1949 wurde der Status einer Siedlung städtischen Typs verliehen.
Nachdem die unmittelbar an der Küste gelegene Siedlung 1953 durch einen Tsunami stark zerstört worden war, wurde sie etwa 30 Meter höher gelegen erneut aufgebaut. Am 5. Oktober 1994 wurden durch ein Erdbeben mit folgendem Tsunami 90 Prozent der Gebäude beschädigt, elf Menschen kamen ums Leben.

### Bevölkerungsentwicklung

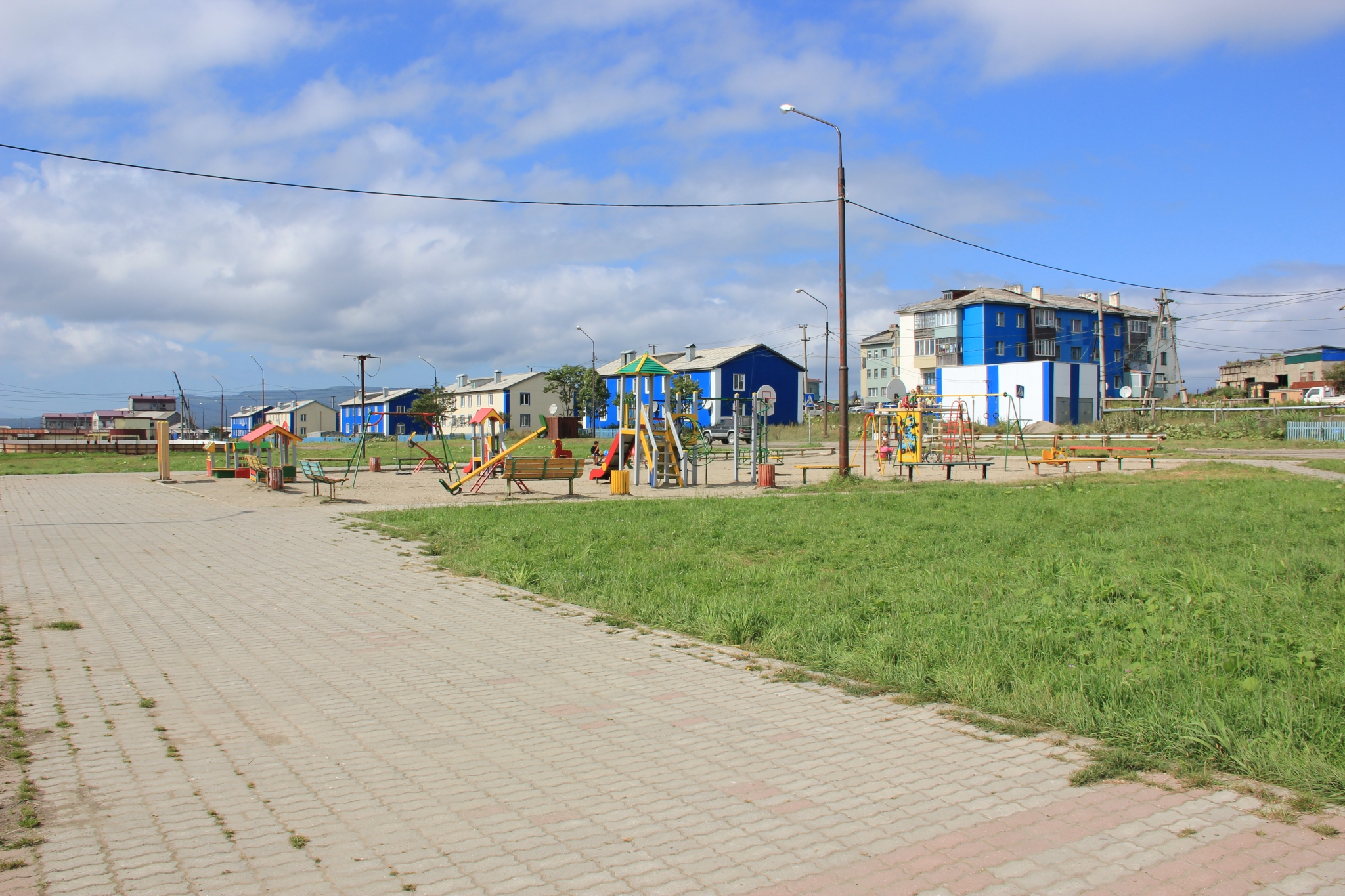
Ortszentrum

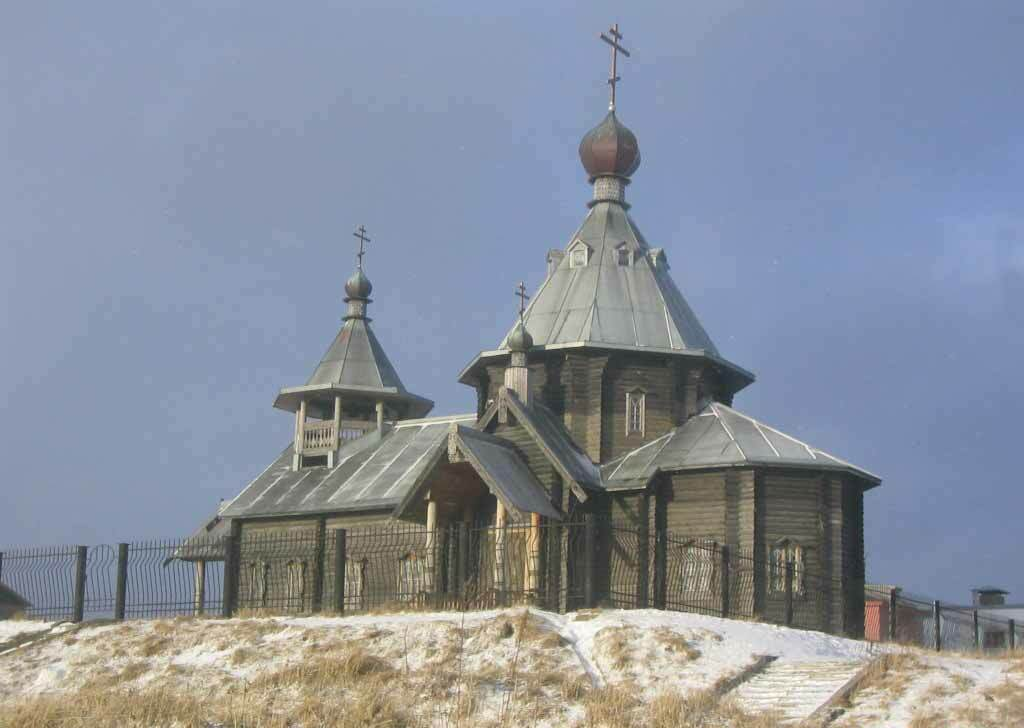
Russisch-Orthodoxe Kirche in Juschno-Kurilsk

| Jahr | Einwohner |
| ---- | --------- |
| 1959 | 3478      |
| 1970 | 3214      |
| 1979 | 4633      |
| 1989 | 6344      |
| 2002 | 5751      |
| 2010 | 5832      |
| 2021 | 6991      |

Anmerkung: Volkszählungsdaten

## Kultur und Sehenswürdigkeiten
Seit 1991 gibt es in Juschno-Kurilsk ein Heimatmuseum der Südkurilen.

## Wirtschaft und Infrastruktur
Die Wirtschaft von Juschno-Kurilsk wird von Fischfang und -verarbeitung bestimmt. Die Inselverwaltung setzt große Hoffnungen in die Entwicklung des Tourismus, insbesondere aus Japan.
Straßen verbinden die Siedlung mit den wenigen nördlich (Otradnoje) und südlich (Gorjatschi Pljasch, Golownino) gelegenen Dörfern der Insel. An der Straße nach Golownino liegt etwa 15 Kilometer südwestlich der Flughafen Mendelejewo. Der Flughafen wurde jedoch seit seiner Errichtung noch durch die Japaner kaum erneuert, war deshalb bereits bis Mitte der 1990er-Jahre für einige Zeit außer Betrieb und ab 2006 erneut geschlossen. Momentan besteht wieder Verbindung nach Juschno-Sachalinsk (November 2008).
Passagierschiffsverbindung besteht einmal wöchentlich nach Korsakow auf Sachalin.